# Machecoul-Saint-Même
Machecoul-Saint-Même é uma comuna francesa na região administrativa do País do Loire, no departamento de Loire-Atlantique. Estende-se por uma área de 84.89 km². Em 2010 a comuna tinha 7 788 habitantes (densidade: 91,7 hab./km²).
Foi criada em 1 de janeiro de 2016, a partir da fusão das antigas comunas de Machecoul e Saint-Même-le-Tenu.